# Agricola (Tacitus)

Incipit des „Agricola“ im Codex Aesinas

De vita Iulii Agricolae (kurz: [der] Agricola [des Tacitus]) ist den Zügen nach eine biographische Schrift des römischen Historiographen Tacitus aus dem Jahr 98 n. Chr. über seinen Schwiegervater, Feldherrn und Statthalter in Britannien Gnaeus Iulius Agricola (40 – 93).
Die Schrift gilt als Erstlingswerk Tacitus’ und zählt zu dessen kleineren Schriften („Opera minora“: Germania, Dialogus de oratoribus) und wird vor den Historien datiert, da Tacitus die „15 Jahre des Schweigens“, das heißt die Zeit der Despotie unter Domitian verurteilte und die nachfolgenden Regierungszeiten Nervas und Trajans lobpreiste.
Das vielschichtige Werk zeigt zahlreiche Elemente antiker literarischer Traditionen, Stilistiken und Gattungen. Funktional begegnet dem Leser durch die Erinnerung an den im Jahr 93 verstorbenen Protagonisten eine (verspätete) laudatio funebris. Des Weiteren Formen eines Enkomions, die aufkommende Biographie und der exitus-Literatur (seit der Neronischen Despotie) zur Verherrlichung prominenter Opfer der jeweiligen Tyrannen – insbesondere in Tacitus’ Fokus unter Domitian. Durch die Abhandlung nach den Amtsjahren Agricolas tritt dem Leser das annalistische Geschichtswerk entgegen sowie ebenfalls in der klassischen Tradition antiker Geschichtsschreibung seit Herodot ein geographischer Exkurs (Britanniens) und die detaillierte Schilderung von Schlachten in Anlehnung an Sallust.

## Überlieferung
Der Agricola ist aus der Antike nur durch den frühmittelalterlichen Codex Hersfeldensis (H) als Urschrift überliefert. Dieser wurde im 15. Jahrhundert nach Italien verbracht und dort kopiert, aufgeteilt und dessen Rest eingebunden im Codex Aesinas (E), der Anfang des 20. Jahrhunderts wiederentdeckt wurde (der humanistische Teil des Aesinas-Agricola trägt die Sigle e). Der Text ist in vier Handschriften überliefert. Neben E sind das:
- A codex Vaticanus latinus 3429; Ende des 15. Jahrhunderts
- B codex Vaticanus latinus 4498; Ende des 15. Jahrhunderts
- T codex Toletanus 49, 2; um 1475

Für das Stemma der Handschriften wird gemeinhin heute anerkannt, dass in E ein Teil von H erhalten ist und dessen humanistische Anteile direkte Abschriften des Agricola aus H sind. T gilt als unmittelbare Kopie aus H und E zusammen. A und B sind eng verwandt und entstammen einer eigenständigen Texttradition aus einer verlorenen Abschrift oder Abschriften der Urschrift.

## Aufbau und Inhalt
Tacitus hat den Aufbau bewusst so konzipiert, dass sich das Werk insgesamt in fünf gleichmäßige Abschnitte gliedern lässt, die den Höhepunkten der Schlacht am Mons Graupius und Agricolas Konflikt mit Domitian entgegenstreben. Der Autor zeichnet durchsichtig ein Bild des tugendhaften guten römischen Befehlshabers, dessen diese Tugendhaftigkeit bedingende charakterliche Eigenschaften in den geschilderten Lebensphasen herausgestellt werden
- Proömium 1–3
  - Tacitus erinnert (1) zunächst an die alte Tradition, großen Persönlichkeiten – Männern – zu gedenken und das Wirken einer echten Virtus darzustellen, um der allgemeinen Tendenz der Zeit zum Vergessen entgegenzuwirken. Zugleich nimmt er Bezug auf die Umstände der domitianischen Bedrückung (2) und Angriffe auf den freien Geist und die Redefreiheit durch die „Raserei“ (3) des Princeps. Unter anderem macht er dies beispielhaft an der Verfolgung des verdienten Senators Arulenus Rusticus aufgrund dessen veröffentlichter Preisung des Paetus Thrasea und der folgenden Hinrichtung im Jahr 93 fest. Weiters erwähnt Tacitus die damit verbundenen Bücherverbrennungen auf dem Forum. „Scilicet illo igne vocem populi Romani et libertatem senatus et conscientiam generis humani aboleri arbitrabantur, expulsis insuper sapientiae professoribus atque omni bona arte in exilium acta, ne quid usquam honestum occurreret.“ („Ja man glaubte, mit jenem Feuer werde die Stimme des römischen Volkes, die Freiheit des Senats und das Gewissen der menschlichen Rasse getilgt, nachdem man überdies die Lehrer der Weisheit verstoßen und jede edle Kunst in die Verbannung getrieben hatte, damit sich niemals mehr irgendetwas Ehrenvolles darbiete.“) Sich vom Rückblick auf die langen Zeit der erzwungenen inneren Emigration der Gegenwart zugewendet lobt der Autor die neue Zeit unter Nerva und die Rückgewinnung der bürgerlichen Rechte und die Möglichkeit nun das zu vollenden was unter dem Tyrannen nicht erfolgen konnte. Gleichwohl beklagt er die Nachwirkungen des langen Zeitraums für die Gesellschaft und die verderbliche Passivität mit dem Rückzug ins Private für den Geist, Wissenschaft und Kultur. Zusammenfassend will Tacitus mit der Erinnerung an seinen Schwiegervater einen Punkt setzen als Aufbruch in die neue Zeit und persönlich als Ausdruck seiner „liebevollen Gesinnung“ diesem gegenüber.

- Vita, Statthalterschaft in Britannien, geographischer Exkurs 4–17
  - Zunächst handelt Tacitus (4, 5) die Herkunft und Jugend Agricolas ab. Er schildert die Abstammung aus den elterlichen ritterlich-senatorischen alten Familien, die sittliche Tugendhaftigkeit der Mutter und die standesgemäße schulische Ausbildung des jungen Agricola. Er beschreibt den Charakter des Jungen so, wie er im Kern dem Erwachsenen den Erfolg brachte, insbesondere für die aus römischer Sicht gewichtig beleumundende militärische Laufbahn. Zu dieser setzt Tacitus direkt über (5) und schildert die ersten militärischen Erfahrungen und die Ausbildung zum Offizier in Britannien unter Gaius Suetonius Paulinus, die in ihm den Drang zum militärischen Tatenruhm regten und er sich dort darin bewährte. Hiernach (6) wendet sich Tacitus der Zeit zu, in der Agricola, zurück in Rom, eine Verwaltungslaufbahn einschlug, zunächst als Quästor in der Provinz Asia unter dem Prinzipat Neros, dann als Volkstribun und Prätor. Daneben die Heirat und Gründung einer Familie. Die Umbrüche mit dem Sturz Neros (7) gingen an der Familie nicht vorbei; die Mutter wird zum Mordopfer durch Otho, das väterliche Erbe in Ligurien geplündert. Agricola geht zur Partei des Vespasians über, unter dessen Prinzipat sich seine Laufbahn erfolgreich fortsetzt, zunächst mit der Übernahme der 20. Legion und dem militärischen Kommando in Britannien (8). Es folgt (9) ein Intermezzo als Statthalter in Aquitanien, die Adelung zum Patrizier durch Vespasian, das Konsulat und die Übernahme des Oberbefehls über Britannien – und die Verlobung und Verheiratung der Tochter mit Tacitus im Jahr 77. Es folgt der geo- und enthnographische Exkurs, (10–12) der Bericht über die römische Expansion auf die britische Insel seit Caesar (13, 14), die Erhebung der Britannier und der Boudicca-Aufstand, die Abfolge der Statthalterschaften (15, 16) und die militärischen Operationen unter Vespasian (17).

- Schlacht am Mons Graupius 18–38
  - Nach der Übernahme des Kommandos durch Agricola 77 n. Chr. folgten in der ersten beiden Jahren einige administrative Reformen im Verwaltungsapparat und (militärische) erfolgreiche friedenssichernde Maßnahmen (18–20) und Versuche der einheimischen Britannischen Bevölkerung zu romanisieren, bzw. römisches Kulturgut und Lebensweise einzubürgern (21) – die Tacitus beißend so kommentiert, dass was einige Kultur nennen tatsächlich Knechtschaft bedeuten würde.[2] Dennoch schildert er seinen Protagonisten gerade nach seinen ersten Erfolgen programmatisch sich als bestimmt bescheiden gebend. In den folgenden vier Jahren (22–28) werden weitere wechselnde militärische Aktionen der Eroberung und deren Sicherung geschildert unter anderen gegen die Kaledonier in Schottland und gegen die Rebellion einer Einheit von Usipeter. Das letzte Amtsjahr Agricolas  (83. n. Chr.) eröffnet Tacitus mit dem Tod des einjährigen Sohnes (29) – und damit markant der Abschnitt und umfangreiche Höhepunkt des Werks zur Schlacht am Mons Graupinus –, kennzeichnend dafür, dass  Agricola Heil für seine Trauer im Krieg suchte. Szenisch schildert Tacitus (knapp) die römische Mobilmachung und Truppenaufmarsch zu Wasser und zu Lande, gefolgt von den ausgiebigen raumgewährenden Ansprachen des britannischen Anführers Calgacus und hiernach die des Agricolas (30–34). Nachdem sich die Fronten auf dem Schlachtfeld formiert haben (35) – die Römer in der Ebene vor dem Berg, die Britannier auf dessen Anstieg – wird die Schlacht durch einen gegenseitigen Angriff mit Fernwaffen eröffnet (36). Bis Agricola Auxilien von batavischen und tungrischen Kohorten in den Nahkampf mit dem Schwert vorschickt. Tacitus betont die Omnipräsenz des römischen Feldherrn der um die strategische herausfordernde Lage bewusst von „vorne führt“ und als „Infanterist“ vor den Standarten steht und geschickt die römischen Aktionen leitet und initiiert. Ohne dieses Engagement des Agricola stände es für den römischen Erfolg ungewiss. Der energische Einsatz der Infanterie mit dem kontinuierlichen Nachrücken auf die Anhöhe des Berges unter Einsatz der Kavallerie bringt den Erfolg und führt zur planlosen Flucht der Britannier. Gefangene werden nicht gemacht und zum Ende des Tages mit Einbruch der Nacht ist der Feind geschlagen unter zahlreichen Opfern bei relativ geringen römischen Verlusten, exemplarisch geschildert am gefallenen tollkühnen Reiterpräfekten Aulus Atticus.

- Domitian, Agricolas Tod 39–43
  - Tacitus stellt die Zeit nach der Statthalterschaft und die Rückkehr nach Rom und den Rückzug Agricolas ins Privatleben bis zum Tod (84 bis 93 n. Chr.)  als Konflikt mit dem Tyrannen Domitian dar, den er letztlich verdächtigt am Tod schuld zu sein, beziehungsweise ein Komplott gegen den erfolgreichen Feldherrn aus niederen Beweggründen des Neides und Misstrauens initiiert zu haben. Bezeichnend steigt Tacitus (39) ein, indem er Domitian als Despoten charakterisiert, der erfolgreiche Feldherrn reflexartig missgünstig begegnet, da Erfolge nur dem Kaiser zustehen würden. Tacitus schiebt als Motiv dazu Domitians eigene militärische „Leistungen“ ein, die diesen nötigten, für einen Triumphzug nach einem Feldzug gegen Germanen mangels echter Gefangener Sklaven zu kaufen, die als solche ausstaffiert und frisiert wurden. Der aufgeflogene Schwindel bescherte Domitian demütigenden Spott. Agricola vermeldet jedenfalls Domitian bescheiden den Sieg am Mons Graupinus, er sorgt für einen geordneten Übergang an seinem Nachfolger und begibt sich auf die Reise zurück nach Rom. Dort trifft er bewusst zur Nachtzeit ein, um Aufsehen zu vermeiden, und betritt ebenfalls den „Palatin“ zum Rapport beim Kaiser in der Nacht. Tacitus beschreibt ihn in dieser Situation vor dem Kaiser erneut als sehr besonnenen, umsichtigen Mann. Domitian erweist Agricola zunächst die entsprechenden Ehren (40). Eine weitere Verwendung und Ämter, die im Raume stehen, findet Agricola nicht und zieht sich daher auf der Hut vor der kaiserlichen Unberechenbarkeit komplett ins Privatleben zurück. Tacitus sucht erneut die Nichtberücksichtigung in den charakterlichen Defiziten Domitians, zwar ist das Reich gerade in der Zeit auf fähige militärische Führer angewiesen, doch ist es Domitian, der sich persönlich beleidigt fühlt durch den militärisch erfolgreicheren (41). Die Beliebtheit beim Volk führt zudem dazu, dass Agricola bei Domitian schlussendlich in Ungnade fällt (42). Den Tod bringt Tacitus mit beständigen Gerüchten in Verbindung, dass Domitian Agricola habe vergiften lassen, die er nicht bestätigen will, jedoch nicht für unmöglich hält in seiner grundsätzlichen Skepsis und Ablehnung des Prinzipats und der ausgesprochenen Despotie Domitians (43).

- Nachruf, Würdigung 44–46
  - Den Abschluss gestaltet Tacitus in einer persönlich gehaltenen Würdigung des Toten, dem der „glückliche Tod“ die Exzesse der letzten Jahre des Domitian ersparten, dieser jedoch die Erlösung und Aufbruchzeit unter dessen Nachfolgern nicht mehr erleben kann.

## Kritik
Die Kritik am Werk und der Historizität der Darstellung des Tacitus bezieht sich vor allem auf die Episode im Verhältnis des Agricola mit Domitian. Dass dieser verantwortlich, beziehungsweise mitverantwortlich für den Tod des Agricola sein sollte, ist selbst dem Schwiegersohn nicht wirklich plausibel (Vorschub der „Gerüchte“). Des Weiteren ist unklar, warum Domitian einen relativ jungen Offizier nicht weiter mit einem neuen Kommando betraute und stattdessen diesen in den Ruhestand gehen ließ. Dazu die unklare und widersprüchliche Darstellung möglicher Ämter, die Agricola hätte antreten können (41, 42), die aber dann nicht folgten. So stellt sich in der Forschung die Frage, ob es nur an Domitian lag oder ob die Leistungen und die Person des Agricola durch den Kaiser schlicht anders bewertet wurden – zumal Britannien am äußersten Rand des Imperiums nicht im zentralen Focus außenpolitisch-militärischer Belange der Zeit lag. Möglich ist, dass der Drang des hohen Offizierkorps zum militärischen Ruhm entgegen der begründeten defensiven Politik des Kaisers stand und daher Agricola in den zeitigen Vorruhestand verabschiedet wurde. Ein weiterer Aspekt ist, dass die Absicht des Tacitus in seiner Schrift nicht in der Darstellung einer exakten Biographie lag.

## Absicht
In der Forschung wird die Absicht des „Agricola“ unterschiedlich bewertet. Vor allem wird der politische Charakter betont mit dem Kern als Darstellung des aufrechten (republikanisch intendierten) römischen Bürgers wider der Ausuferungen des ungewollten Principats. Des Weiteren werden autobiographische Motive des Tacitus angenommen und durch das familiäre Verhältnis einen privaten Charakter sowie der einer Exkulpation des Protagonisten. Nicht was der Autor von und über seinen Protagonisten schreibt, sondern das Wie ist entscheidend – eine Eigenart, die im Gesamtwerk des Tacitus immer wieder begegnet.

## Ausgaben, Übersetzungen und Kommentare
Einsprachig lateinische Ausgaben
- Josef Delz (Hrsg.): P. Cornelius Tacitus, libri qui supersunt. Tomus II, Fasciculus 3: Agricola. Teubner, Stuttgart/Leipzig 1983, ISBN 3-519-01839-X. Neuauflage, bearbeitet von Jürgen von Ungern-Sternberg, Walter de Gruyter, Berlin 2010, ISBN 978-3-11-022419-1.
- Erich Koestermann (Hrsg.): P. Cornelii Taciti libri qui supersunt. Tomus II, Fasciculus 2: Germania, Agricola, Dialogus de oratoribus (Bibliotheca Teubneriana). B. G. Teubner, Leipzig 1970.
- Edouard Michel (Hrsg.), Tacitus: Agricola, als illustriertes Werk (gekürzter Text), Juste Lipse, Paris, 2025, ISBN 978-2-48835100-3.

Übersetzungen, teils mit Kommentar
- Maurice Hutton (Hrsg.): Agricola and Germania. In: Tacitus, Agricola. Germania. Dialogus (Loeb Classical Library). William Heinemann/Macmillan, London/New York 1914, S. 147–354, hier S. 149–253. Neuausgabe, Harvard University Press/W. Heinemann, Cambridge (Mass.)/London 1970 (der Agricola überarbeitet von Robert Maxwell Ogilvie).
- Karl Büchner (Hrsg.): Publius Cornelius Tacitus, Die historischen Versuche. Agricola, Germania, Dialogus (= Kröners Taschenausgabe. Band 225). Alfred Kröner, Stuttgart 1955, S. 49–82 (Einführung) und S. 83–121 (deutsche Übersetzung).
- Robert Feger (Hrsg.): Tacitus, Agricola lateinisch / deutsch. Reclam, Stuttgart 1973.
- Rudolf Till (Hrsg.): Tacitus. Das Leben des Iulius Agricola, lateinisch-deutsch (= Schriften und Quellen der Alten Welt. Band 8). 2. Auflage, Akademie-Verlag, Berlin 1976.
- Alfons Städele (Hrsg.): Cornelius Tacitus, Agricola. Germania (Sammlung Tusculum). Artemis und Winkler, München 1991, ISBN 3-7608-1664-9.
- Anthony R. Birley (Hrsg.): Tacitus. Agricola and Germany. Oxford University Press, Oxford 1999, ISBN 0-19-283300-6.

Wissenschaftliche Kommentare
- Heinz Heubner: Kommentar zum Agricola des Tacitus. Vandenhoeck & Ruprecht, Göttingen 1984, ISBN 3-525-25744-9.